# Ariana (Tunísia)
Ariana ou Aryanah (em árabe: أريانة) é uma cidade e município da costa nordeste da Tunísia. É a capital da província homónima e da delegação de Ariana Ville (Ariana Cidade). A delegação tem 180 km² e em 2004 tinha 97 687 habitantes (densidade: 542,7 hab./km²), ditribuídos pelos arrondissements de Ariana Medina (32 586), Manazeh (34 711) e Ariana Superior (30 390).
É um dos mais importantes subúrbios de Tunes, cujo centro se encontra a cerca de 7 km a sul. Situa-se perto do Aeroporto Internacional de Tunes-Cartago e a pouca distância das ruínas de Cartago.